# Isaque Comneno (filho de João II)

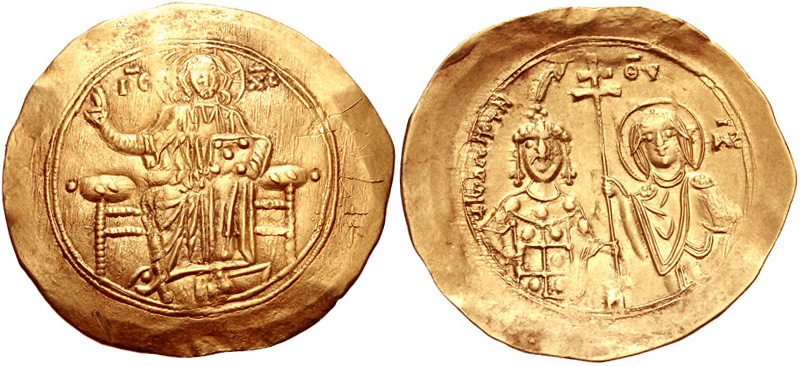
Hipérpiro escifato de r.

Isaque Comneno (em grego: Ἰσαάκιος Κομνηνός; romaniz.: Isaakios Komnēnos) era o terceiro filho do imperador bizantino João II Comneno com sua esposa húngara Piroska (Irene).

## Vida
Pouco antes de morrer, em 1143, João II Comneno nomeou seu quarto filho, Manuel, como herdeiro, mesmo estando o terceiro, Isaque, ainda vivo. Na época, ele estava trazendo de volta o corpo de seu irmão mais velho, o coimperador Aleixo Comneno de volta para Constantinopla junto com o irmão Andrônico Comneno, que adoeceu e morreu na viagem.
Manuel tinha o apoio do poderoso grande doméstico (comandante-em-chefe do exército bizantino) João Axuco, que tomou posse da capital antes que Isaque soubesse da morte do pai e pudesse fazer qualquer coisa para tentar se manter no trono. Axuco honrou os desejos de João II, mesmo tendo tentado muito persuadir o imperador moribundo que Isaque seria uma escolha melhor para sucedê-lo. Embora alguns no clero, o povo em geral e todo o exército acreditassem nisso também, ele foi obrigado a renunciar em nome de seu irmão mais novo.
Em 1145–1146, Isaque realizou campanhas militares contra os turcos seljúcidas na Anatólia. Embora a relação entre os dois irmãos jamais tenha sido pacífica, jamais houve um conflito aberto entre os dois e Isaque gozava do mais alto prestígio na corte na posição de sebastocrator. Os casamentos das filhas dele serviram ainda para avançar a política externa de Manuel.

## Família
Com sua primeira esposa, Teodora Camaterina (m. 1144), Isaque teve cinco filhos:
- Aleixo Comneno (m. ca. 1136)
- João Comneno  (m. ca. 1136/7)
- Irene Comnena, que se casou com um Ducas Camatero de nome desconhecido, com quem teve Isaque Comneno de Chipre.
- Ana Comnena, que se casou antes de 1166 com Constantino Macroducas (m. 1185)
- Maria Comnena, que se casou em 1156 com o rei Estêvão IV da Hungria.

Com sua segunda esposa, Irene Diplosinadena, com quem se casou em 1146, Isaque teve duas filhas:
- Teodora Calusina Comnena (n. 1145/6), que tornou-se amante de Andrônico I Comneno e casou-se em 1158 com o rei Balduíno III de Jerusalém.
- Eudóxia Comnena, que casou-se primeiro com Odão Frangipani (1170) e depois com Guelfo de Porcaria (1179).